# 郑州市管城回族区回民第一小学
郑州市管城回族区回民第一小学，是中国河南省郑州市的一所小学，位于河南省郑州市管城回族区清真寺街127号。

## 沿革
1908年创建，原为明经初等小学堂。1916年，更名为郑县私立清真寺初级小学。1940年，改名为郑县维新镇第六保国民学校。1947年，更名为私立圣达小学。1948年11月，郑州市第一区成立，私立圣达小学复课。1952年，私立圣达小学改为公办，即市立郑州回民小学、郑州市回民完全小学。1958年，更名清真寺街小学。文化大革命期间，更名为团结街小学。1979年，改名为郑州市管城回族区回民第一小学。